# قطعنامه ۸۳۵ شورای امنیت
قطعنامه ۸۳۵ شورای امنیت سازمان ملل متحد که در تاریخ ۰۲ ژوئن ۱۹۹۳ تصویب شد، سندی بین‌المللی دربارهٔ کامبوج است. این قطعنامه طی نشست ۳۲۲۷ام با ۱۵ رای موافق، ۰ مخالف و ۰ ممتنع تصویب شد.